# Archibracon schubotzi
Archibracon schubotzi är en stekelart som först beskrevs av Szepligeti 1913.  Archibracon schubotzi ingår i släktet Archibracon och familjen bracksteklar. Inga underarter finns listade.